# ファビアン・フライ
ファビアン・フライ（Fabian Frei, 1989年1月8日 - ）は、スイス・フラウエンフェルト出身の元サッカー選手。元スイス代表。現役時代のポジションはMF。

## 経歴

### クラブ
2004年にFCヴィンタートゥールのユースチームに所属し、2005年からFCバーゼルでプレーした。2007年7月22日、FCチューリッヒ戦でデビューを果たし、2008年12月4日、FCアーラウ戦でプロ初ゴールを記録した。2009年7月、FCザンクト・ガレンにレンタル移籍し、2011年にバーゼルに復帰。
2015年6月23日、ドイツ・ブンデスリーガのマインツ05へ完全移籍した。契約期間は2019年6月までの4年契約。
2017年12月23日、古巣のFCバーゼルへ復帰することが発表された。契約期間は2022年6月までの4年半。
2024年9月、FCヴィンタートゥールに移籍した。
2025年2月、シーズン終了後に現役を引退することを表明した。

### 代表
スイス代表としてユースで代表に呼ばれ、UEFA U-21欧州選手権2011に出場し準優勝に貢献した。2012年にはロンドンオリンピックにも出場した。
2011年10月7日のUEFA EURO 2012予選、ウェールズ戦でフル代表デビュー。2014年11月18日の親善試合、ポーランド戦で代表初得点を挙げた。

## 代表歴

### 出場大会
- スイス代表
  - 2022 FIFAワールドカップ

### 試合数
- 国際Aマッチ 24試合 3得点（2011年-2022年）[6]

| スイス代表 | 国際Aマッチ | 国際Aマッチ |
| 年         | 出場        | 得点        |
| ---------- | ----------- | ----------- |
| 2011       | 3           | 0           |
| 2012       | 1           | 0           |
| 2013       | 0           | 0           |
| 2014       | 1           | 1           |
| 2015       | 2           | 0           |
| 2016       | 2           | 0           |
| 2017       | 3           | 1           |
| 2018       | 2           | 1           |
| 2019       | 0           | 0           |
| 2020       | 0           | 0           |
| 2021       | 4           | 0           |
| 2022       | 6           | 0           |
| 通算       | 24          | 3           |

## タイトル

### クラブ
バーゼル
- スイス・スーパーリーグ: 2007-08, 2011-12, 2012-13, 2013-14, 2014-15
- スイス・カップ: 2007-08, 2011-12, 2018-19